# Дом-музей Гауди
Дом-музей Гауди (кат. Casa Museu Gaudí) — исторический дом-музей, в котором хранится коллекция мебели и предметов, созданных или связанных с именем испанского архитектора Антонио Гауди. Он находится на территории парка Гуэля в Барселоне. Дом служил резиденцией архитектора на протяжении почти 20 лет — с 1906 по конец 1925 года. 28 сентября 1963 года он открылся как исторический дом-музей.

## История
В конце XIX века каталонский промышленник Эусеби Гуэль после пребывания в Англии вернулся в Барселону с намерением возвести для каталонской буржуазии город-сад на территории имения Кан Мунтанер де Дальт, которое он приобрёл в 1899 году. Он поручил Антонио Гауди разработать его проект, который предусматривал бы строительство 60 домов с садом и всеми необходимыми удобствами. В 1914 году работы по его реализации были остановлены и так и не были завершены.
Только два из запланированных домов были всё-таки возведены: дом доктора Триаса-и-Доменека и тот, что впоследствии стал домом-музеем Гауди. Последний предназначался послужить приманкой для потенциальных покупателей земли в парке. Помимо этих домов на его территории уже существовал старый дом, владельцем которого был сам Эусеби Гуэль.
Проект дома, разработанный архитектором Франсеском Беренгером-и-Местресом, был одобрен самим Гауди. Его строительство проводилось в период с 1903 по 1905 год подрядчиком Жозепом Касановасом-и-Пардо. Дом был выставлен на продажу, но не привлекал покупателей. В 1906 году Гауди сам купил его и жил там со своим отцом и племянницей. В том же году скончался его отец, а в 1912 году и племянница. С того времени Гауди жил там в одиночестве вплоть до конца 1925 года, когда за несколько месяцев до своей смерти в 1926 году переехал в мастерскую при Саграде Фамилии. Архитектор завещал передать свой дом в дар совету фонда Саграды Фамилии, который продал его чете Кьяппо Ариетти. В 1960 году ассоциация «Друзья Гауди» начала кампанию, направленную на выкуп дома у потомков Кьяппо Ариетти для превращения его в музей. Три года спустя он открылся как дом-музей Гауди. Жозеп Мария Гаррут занимал должность его директора с момента открытия музея для публики и до своей смерти в 2008 году. В 1992 году дом был передан в дар Строительному совету фонда Саграды Фамилии.

## Здание
В здании четыре этажа. Первый и второй этажи отданы под экспозицию, открытую для публики. Подвал закрыт для свободного доступа. На третьем этаже работает библиотека Энрика Казанеллеса, доступ к которой возможен с предварительного разрешения.
Ряд помещений дома, такие как спальня или кабинет, а также некоторые личные вещи Гауди воспроизводят обстановку, в которой жил архитектор. В доме-музее также представлена большая коллекция мебели, созданной Гауди для таких его зданий, как Каса-Батльо, дом Кальвет, Каса-Мила, дом Висенс или склеп Колонии Гуэля, которые наряду с элементами из кованого железа, также спроектированными архитектором, выставляются в саду, являясь одними из наиболее ценных экспонатов музея. В коллекцию также входят мебель, скульптуры, картины, рисунки и другие предметы коллег Гауди, которые занимают несколько залов музея.